# Reece Hodge
Reece Hodge (Manly, 26 de agosto de 1994) es un jugador australiano de rugby que se desempeña como centro o wing. Actualmente juega en el Melbourne Rebels, que juega en el Súper Rugby.

## Carrera
Debutó en la primera de los Sydney Rays, de la National Rugby Championship (competición nacional de Australia), en 2015, donde jugó hasta el año siguiente.
En 2016 fue contratado por los Melbourne Rebels, una de las 4 franquicias australianas del Super Rugby, jugando con ellos en la actualidad y siendo uno de sus wings titulares.

## Selección nacional
Fue convocado a los Wallabies por primera vez en agosto de 2016 para enfrentar a los All Blacks. Hasta el momento lleva 24 partidos disputados y 66 puntos marcados.